# Erythroxylum havanense
Erythroxylum havanense là một loài thực vật có hoa trong họ Erythroxylaceae. Loài này được Jacq. mô tả khoa học đầu tiên năm 1760.